# علی‌اصغر خدادوست
علی‌اصغر خدادوست (زادهٔ ۴ دی ۱۳۱۴ – درگذشته ۱۹ اسفند ۱۳۹۶) چشم‌پزشک ایرانی و استاد دانشگاه‌های آمریکا بود. وی از چشم‌پزشکان ایرانی معروف در عرصه بین‌المللی بود که در چندین بیمارستان معروف به عمل و پژوهش در مورد مشکلات قرنیه چشم می‌پرداخت.از وی به عنوان پدر چشم‌پزشکی و بنیان‌گذار پیوند قرنیه در ایران یاد می‌شود.

## تحصیلات
دبستان و دبیرستان را در شیراز پشت سر گذاشت و به عنوان آموزگار در دبستان داوری داراب مشغول به کار آموزگاری شد. در سال ۱۳۳۳ در آزمون ورودی دانشکده پزشکی شیراز شرکت کرد و با درجه ممتاز بین داوطلبان پذیرفته و در این دانشکده مشغول به تحصیل شد. دوره شش ساله پزشکی را با درجه ممتاز پشت سر گذاشت و پس از یک سال گذراندن دوره دستیاری چشم و گوش و حلق و بینی در بیمارستان نمازی دانشگاه شیراز در سال ۱۳۴۱ از طرف دولت برای گذراندن دوره تخصصی در ایالات متحده انتخاب شد.
- دکترای پزشکی از دانشکده پزشکی دانشگاه علوم پزشکی شیراز (۱۳۳۳–۱۳۳۹)
- دستیار چشم و گوش و حلق و بینی (۱۳۴۰–۱۳۴۱)
- کمک دستیار چشم‌پزشکی دانشکده چشم‌پزشکی جانز هاپکینز آمریکا (۱۳۴۱–۱۳۴۳)
- دستیار تحقیقاتی ایمنی‌شناسی قرنیه در مرکز چشم ویلمر آمریکا (۱۳۴۳–۱۳۴۶)
- دستیار تحقیقاتی ایمنی‌شناسی قرنیه در مرکز چشم در دانشکده پزشکی دانشگاه دانشگاه جانز هاپکینز آمریکا (۱۳۵۹–۱۳۶۱)
- رتبه علمی: استاد دانشکده پزشکی دانشگاه ییل
- رتبه علمی: استاد دانشکده پزشکی دانشگاه جانز هاپکینز

### دانشگاه جانز هاپکینز
استاد خدادوست به عنوان نخستین و تنها دستیار خارجی در بخش چشم‌پزشکی دانشگاه جانز هاپکینز در سال ۱۳۴۱ پذیرفته شد و دوران سه ساله دستیاری را به عنوان بهترین دستیار مرکز چشم‌پزشکی ویلمر شناخته شد. وی در این دوران علاوه بر تحصیل در دانش‌های بالینی به‌طور فعال مشغول پژوهش در دانش‌های پایه بود و مقاله‌های بسیاری در مجله‌های گوناگون به چاپ رسانید. پس از پایان دوران، ایشان یک سال به عنوان مربی و یک سال به عنوان استادیار در بخش چشم‌پزشکی همان دانشگاه مشغول به کار شد و در سال ۱۳۴۷ علی‌رغم پیشنهاد و خواست دانشگاه جان هاپکینز عازم ایران شد و در بخش چشم‌پزشکی دانشگاه شیراز به عنوان استاد مشغول فعالیت شد. یک سال پس از ورودش به شیراز رئیس بخش چشم‌پزشکی دانشگاه جانز هاپکینز به شیراز آمد و یک قرارداد مبادله دستیار میان بخش‌های چشم‌پزشکی این دو دانشگاه امضا رسید. هر سال یک نفر از دستیاران بخش چشم‌پزشکی شیراز برای فراگیری تکمیل دانش‌های پایه به دانشگاه جانز هاپکینز اعزام می‌شد و هر سال چهار دستیار به‌طور متناوب از دانشگاه یاد شده برای فراگیری دانش‌های بالینی و تجربه عملی و تجربه در اعمال جراحی به شیراز می‌آمدند. این برنامه ۱۰ ساله از مؤثرترین برنامه‌ها برای بالا نگه داشتن سطح آموزش و پژوهش ودرمان در دانشگاه شیراز و خصوصاً بخش چشم بود.
از سال ۱۳۴۷ تا ۱۳۵۹ وی هر دو سال یک بار به عنوان استاد مدعو شش ماه را در بخش چشم دانشگاه جانز هاپکینز برای ادامه برنامه‌های پژوهشی گذراند و در این دوران چندین مرتبه به عنوان مدرس در کشورهای بسیاری از جمله چین، ترکیه سوریه، عمان، پرو، اکوادور و ایتالیا فراخوان شد. خدادوست در سال ۱۳۵۹ عازم آمریکا شد و به عنوان استاد در بخش چشم دانشگاه جانز هاپکینز مشغول به کار گردید.
وی در سال ۱۳۶۱ به عنوان استاد و رئیس بخش چشم دانشگاه سیسیل انتخاب شد و در سال ۱۳۷۱ مرکز چشم‌پزشکی کنتیکت در شهر نیوهیون را بنیان گذاشت و به عنوان سرپرست آن مشغول به کار شد. از سال ۱۳۵۹ ایشان به‌طور پیاپی سالی دو بار به ایران بازگشته و در فعالیت‌های بالینی و آموزشی در بیمارستانهای گوناگون تهران و شیراز شرکت کرده‌است.

## افتخارات
وی به‌طور متناوب توسط شخصیت‌های برجسته‌ای در چشم‌پزشکی آمریکا به عنوان بهترین جراح پیوند قرنیه در دنیا معرفی شده و شهرتش علاوه بر مقالات علمی متعدد و تحقیقات گسترده درزمینه‌های مختلف و کیفیت درمان و تجربه در درمان جراحی، مدیون تحقیقات پایه‌ای بر ناراحتی‌های سطح قرنیه‌است، تا آنجا که در پیوندهای قرنیه روی مکانیسم دفع پیوند به افتخار او "Khodadoust line" نامگذاری شده‌است. برخی از افتخارات او:
- اولین و تنها دستیار خارجی چشم‌پزشکی دانشگاه جان هاپکینز آمریکا(۱۳۴۱)
- بهترین دستیار مرکز چشم‌پزشکی ویلمر (۱۳۴۳–۱۳۴۶)
- اولین پیوند موفقیت‌آمیز قرنیه در سال ۱۳۴۶ در ایران
- نامگذاری متد Khodadoust Line در پیوندهای قرنیه روی مکانیسم دفع پیوند (نشانه پس زدن قرنیه یا وازدگی پیوند قرنیه)
- چندین سال متناوب به عنوان بهترین جراح قرنیه در دنیا توسط شخصیت‌های برجسته چشم‌پزشکی آمریکا معرفی شدند.
- انتشار مقالات متعدد، فعالیت پژوهشی در علوم پایه(۴۰ مقاله ایندکس شده در Pubmed که ضمیمه می‌باشد)
- استاد بخش چشم‌پزشکی دانشگاه شیراز و تبادل یک نفر از دستیاران چشم‌پزشکی ایرانی و چهار نفر از دانشگاه جان هاپکینز برای فراگیری دانش‌های بالینی و تجربه‌های علمی و تجربه در اعمال جراحی(۱۳۴۷–۱۳۵۹)
- یکسال مربی و یکسال استادیار در بخش چشم‌پزشکی دانشگاه جان هاپکینز(۱۳۵۹–۱۳۶۰)
- ادامه برنامه‌های پژوهشی به عنوان استاد مدعو در بخش چشم‌پزشکی دانشگاه جان هاپکینز از سال ۱۳۴۷ تا ۱۳۵۹ به تناوب زمان ۶ ماه، هر دو سال یکبار.
- دریافت عنوان محقق برتر از Lifetime achievement Award AMO (American Medical Association)
- دریافت جایزه چهره ماندگار چشم‌پزشکی از American Ophthalmology Association (AOA)
- دریافت جایزه IRSO، انجمن علمی چشم‌پزشکی ایران در سال ۱۳۹۲
- نکوداشت از طرف کمیسیون ملی یونسکو-ایران در سال ۱۳۹۳
- کرسی پژوهشی «توسعه علوم جدید در چشم‌پزشکی» در سال ۱۳۹۳

در تارنمای پاب‌مدسین، تعدادی از مقالات بین‌المللی وی چاپ گردیده‌است.

## فعالیت‌ها

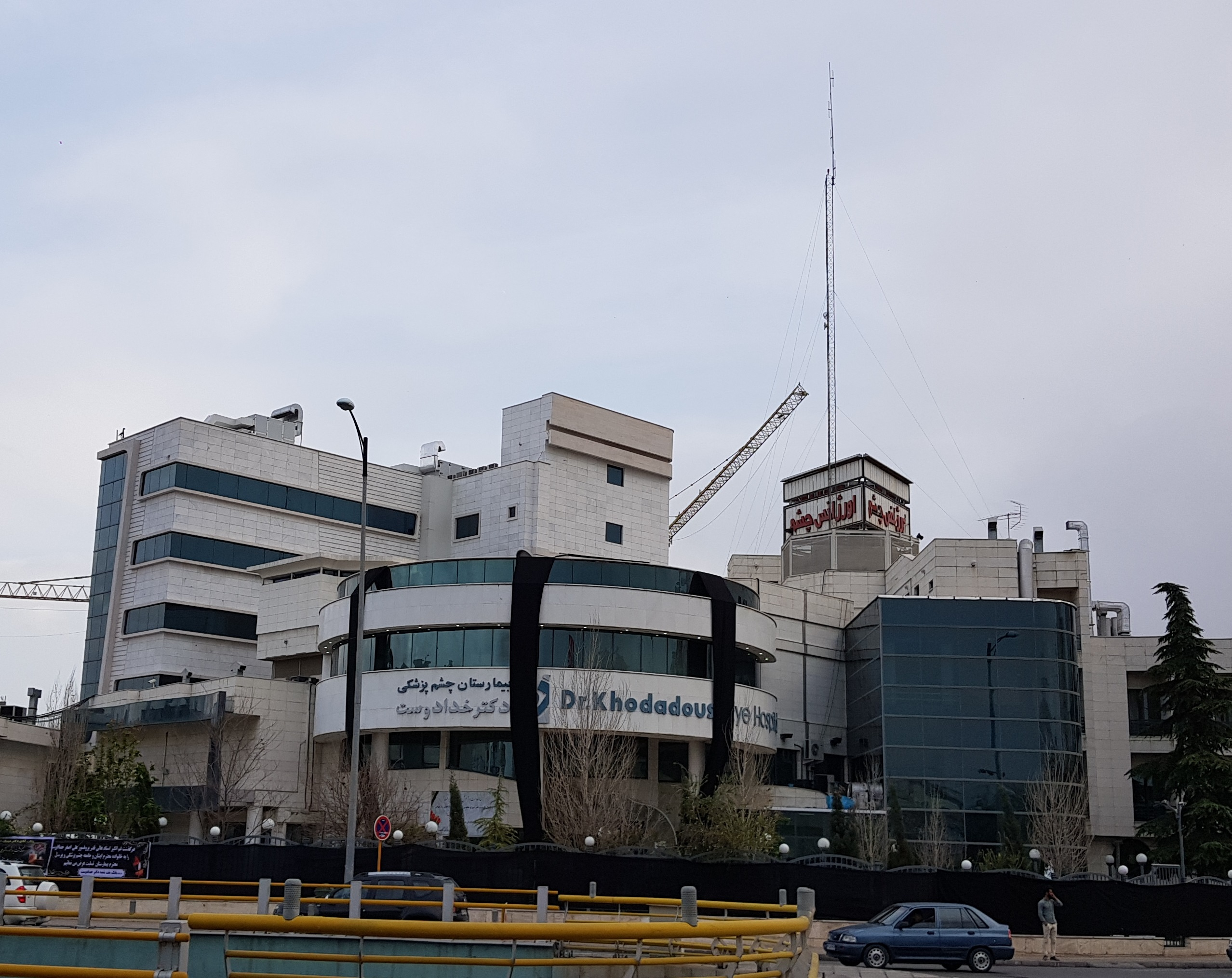
نمای بیمارستان خدادوست

### ساخت بیمارستان
بیمارستان فوق تخصصی چشم دکتر خدادوست در شیراز و ساخت بیمارستان چشم‌پزشکی سرعین در استان اردبیل از فعالیت‌های او در ایران است.

### سوابق اجرایی
- استادیار/ استاد مدعو / مربی چشم‌پزشکی ویلمر
- استادیار/ استاد مدعو / دانشکده چشم‌پزشکی دانشگاه جانز هاپکینز
- رئیس مرکز مراقبتهای چشم کانکتیک
- عضو آکادمی چشم‌پزشکی آمریکا
- عضو انجمن پیشبرد علوم آمریکا
- بنیان‌گذار مؤسسه اربیس (بیمارستان سیار جراحی چشم‌پزشکی که در اکثر کشورهای محروم دنیا از جمله آفریقا فعالیت دارد)
- عضو شورای پیوند اعضا آمریکا
- عضو انجمن پزشکی آمریکا
- عضو انجمن تحقیقات بینایی و چشم‌پزشکی آمریکا
- عضو ممتحنه بورد تخصصی چشم‌پزشکی ایران
- استادیار و مدیر گروه چشم‌پزشکی دانشکده چشم‌پزشکی دانشگاه علوم پزشکی شیراز

## درگذشت
پروفسور خدادوست ساعت ۱:۴۸ بامداد روز شنبه ۱۹ اسفند سال ۱۳۹۶ (ساعت ۱۶:۱۸ روز ۹ مارس۲۰۱۸ به وقت محلی) بر اثر عارضهٔ قلبی در سن ۸۲ سالگی در بیمارستان نیویورک-پرسبیترین واقع در شهر نیویورک کشور ایالات متحده آمریکا درگذشت.